# Борликов, Герман Манджиевич
Герман Манджиевич Борликов (20 декабря 1944, деревня Чемаши, Ханты-Мансийский национальный округ, Тюменская область — 12 октября 2018, Элиста) — советский учёный, профессор, доктор педагогических наук, заслуженный работник высшей школы Российской Федерации.

## Биография
Родился 20 декабря 1944 года в деревне Чемаши Ханты-Мансийского национального округа Тюменской области. Отец — Манджи Кокаевич, мать — Цаган Манджиевна.
В возрасте двух лет Борликов остался сиротой на попечении Болхи Борлыковой, которая вырастила его, хотя была неродной. В 1952 году Германа отправили учиться в интернат, который стал вторым домом.
После окончания с отличием средней школы в п. Цаган-Нур (куда его забрали родственники сестры отца), начал трудовую деятельность рабочим-строителем в УНР-121 города Новочеркасска.
В 1968 году с отличием окончил Новочеркасский политехнический институт по специальности «Промышленное и гражданское строительство», а в 1971 году — аспирантуру этого же вуза, защитив диссертацию: «Экспериментальные исследования совместной работы фундамента с оболочкой и песчаного основания». В 2002 году защитил диссертацию доктора педагогических наук по теме «Интегрирующая функция университета в национально-региональной системе непрерывного образования».
В Калмыцком государственном университете Г. М. Борликов работает с 1971 года в должности ассистента, старшего преподавателя, доцента кафедры общеинженерных дисциплин.
С 1977 по 1982 годы — декан общетехнического факультета, с 1982 — проректор по научной работе, с 1990 по 2010 год — ректор, с 2011 года — президент Калмыцкого государственного университета.
Под руководством Борликова Г. М. университет превратился в признанный центр образования, науки и культуры региона с современной учебно-научной, социальной и материальной базой. Был значительно расширен, исходя из кадровых потребностей экономики, отраслей производства образования и социокультурной сферы, состав учебных специальностей и направлений подготовки. За этот период университет вырос до 8,5 тыс. студентов, подготовлено более 30 тыс. молодых специалистов.
Целенаправленная работа по подготовке и повышению квалификации преподавателей позволила значительно укрепить состав докторов наук, профессоров до 80 чел., свыше 320 чел. кандидатов наук, доцентов.
Одним из приоритетных направлений деятельности руководства вуза явилось решение жилищно-бытовой программы многотысячного коллектива в сложные 90-е годы. Под руководством Борликова Г. М. университетом развернуто строительство жилищного фонда: сдан в эксплуатацию современный студенческий молодёжный комплекс на 1120 мест, малосемейное общежитие, многоквартирные жилые дома, для преподавателей, жилой поселок для преподавателей и сотрудников.
С середины 90-х годов активная международная деятельность университета стала одной из важнейших стратегических перспектив развития вуза. За последние годы сформировано плодотворное сотрудничество с университетами Китая, Монголии, Японии, а также Европейских стран и СНГ. Ежегодно растет число иностранных студентов. Созданы и успешно работают совместные научно-образовательные центры с университетами Казахстана, Институт Конфуция с Китайским университетом г. Хух-хото. Калмыцкий университет стал одним из организаторов и активных членов международной Ассоциации университетов Прикаспийских государств, включающей 42 вуза России, Казахстана, Туркмении, Азербайджана и Ирана. Признанный авторитет профессора Борликова Г. М. в научном сообществе вузов Прикаспийских государств подтверждается избранием его Президентом этой Ассоциации дважды. Он возглавлял ряд международных и региональных конференций и полевых экспедиций по изучению природных экосистем Прикаспийского региона.
Профессор Борликов Г. М. является одним из ведущих ученых Юга России, активно занимающимся научными исследованиями. Он соавтор более 250 научных и научно-методических работ, среди них 15 монографий и учебных пособий по вопросам рационального природопользования, менеджмента непрерывной системы образования. Профессор Борликов Г. М. основал и возглавил научную школу по новому направлению «Безопасность в образовательных и социоприродных системах». Он избран почетным профессором 5 зарубежных и российских университетов.
Борликов избирался депутатом Верховного Совета Калмыцкой АССР (1990 год) и депутатом Народного Хурала (Парламента) Республики Калмыкия (1994, 1998, 2008 годы).

## Награды
- Награждён медалью «За трудовую доблесть» (1981), орденом Почёта (1995), орденом «За заслуги перед Отечеством» IV степени (2005).
- Удостоен почётных званий:

- «Заслуженный работник высшей школы РФ» (2000) — за заслуги в научной работе, значительный вклад в подготовку высококвалифицированных специалистов;
- «Почётный строитель России» (2001).

- Ректор КГУ Г. М. Борликов по итогам работы за 2008—2009 годы отмечен благодарственной грамотой Федерального агентства по образованию за плодотворную работу по развитию и укреплению материально-технической базы вуза и своевременный ввод строящихся объектов.
- Работа Калмыцкого госуниверситета под руководством профессора Г. М. Борликова была отмечена в 2010 году Почётной грамотой Правительства России, подписанной В. В. Путиным. Независимый общественный Совет по итогам деятельности за пятилетний период признал университет в 2011 году лауреатом конкурса «100 лучших вузов и НИИ России», а его руководитель награждён почётным знаком «Ректор года».